# Yuzawa
Yuzawa (湯沢市?) è una città giapponese della prefettura di Akita.